# 四大師
四大師概念有三：
- 中國唐朝對高僧所頒贈的德號。
- 在日本最早得到「大師」謚號的四位佛教僧侶（傳教大師最澄、弘法大師空海、慈覺大師圓仁、智證大師圓珍）
- 住於比睿山而受「大師」名號的四位佛教僧侶（傳教大師最澄、慈覺大師圓仁、智證大師圓珍、慈慧大師良源）

## 唐代「四大師」

### 佛組統記

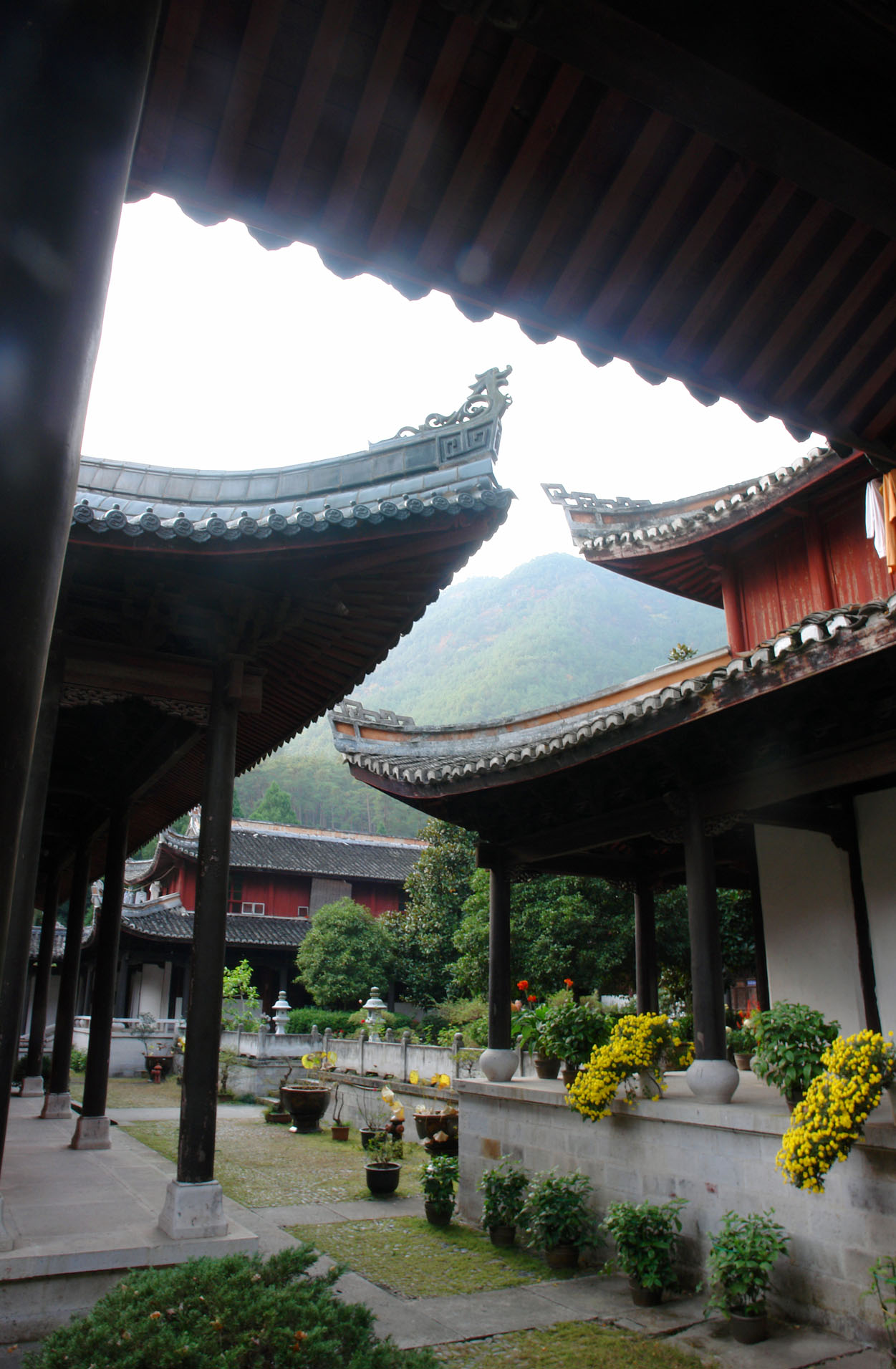
天台山國清寺，始建於隋朝598年

《佛祖統紀》是南宋天台宗僧人志磐依於天台宗的譜系所撰，其中紀錄了兩位在唐代獲頒「四大師」稱號的天台高僧，即六祖法華尊者智威、七祖天宮尊者慧威。兩者並稱「二威」；智威稱大威師，慧威為小威師。
- 六祖法華尊者智威[4][5]

- 七祖天宮尊者慧威[6][7]

## 日本四大師

### 最早得到「大師」謚號

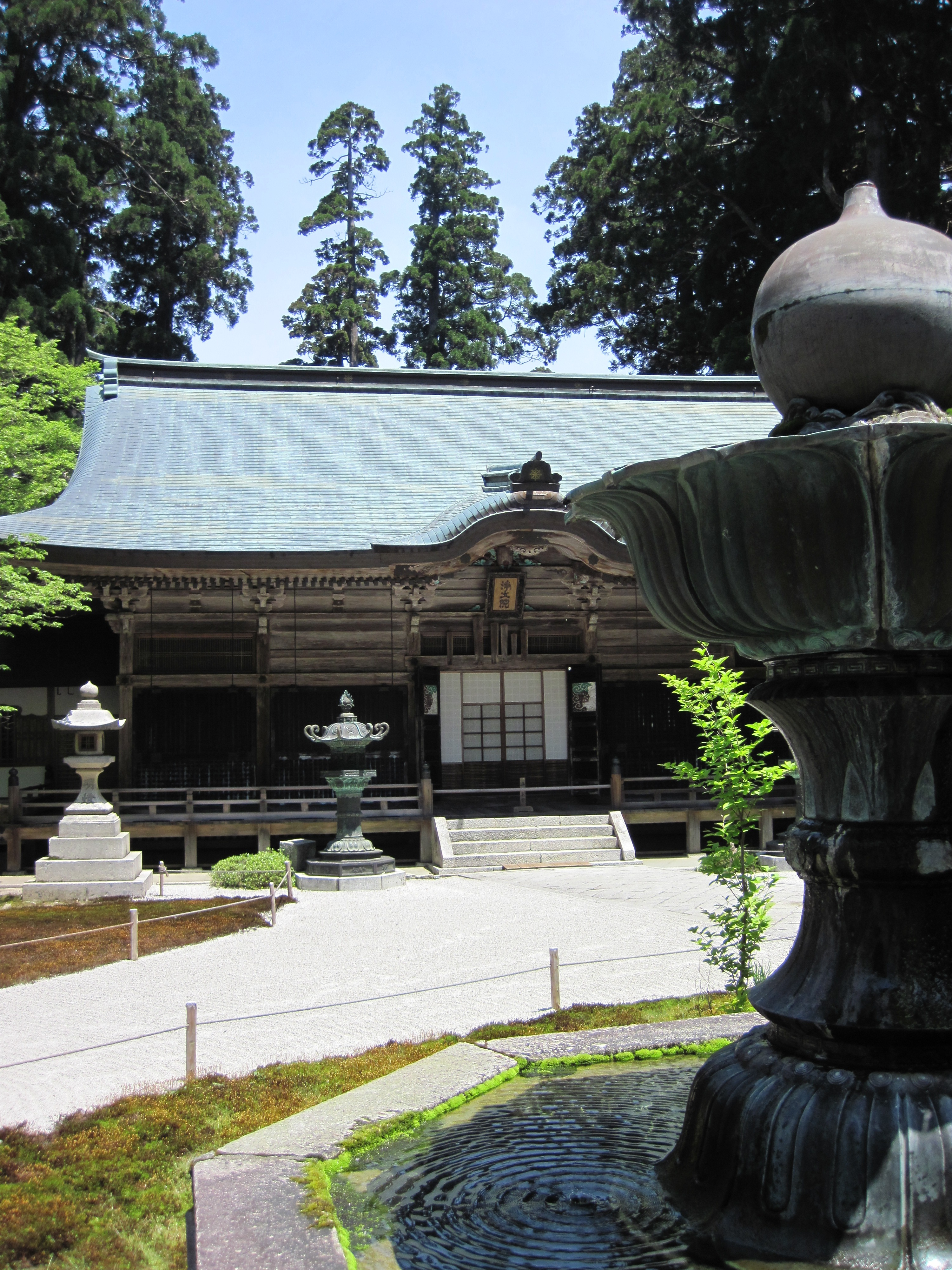
浄土院、傳教大師的廟所、滋賀縣大津市比叡山延暦寺

- 傳教大師最澄：平安時代僧侶（766/767年- 822年）。日本佛教天台宗的開宗祖師。隨日本遣唐使到中國來學習佛教，學成歸國後於比叡山延暦寺建立天台宗道場，密教法號福聚金剛，入唐八家之一。

空海筆尺牘

- 弘法大師空海：平安時代僧侶（774年- 835年）。日本佛教真言宗的開山祖師。日本派遣至中國的著名高僧，師學於今西安青龍寺惠果阿闍黎門下，成為傳承付法第一人，受賜法號遍照金剛，謚號弘法大師，為唐密第八祖。書法功底強，而被稱為「五筆和尚」，與嵯峨天皇、橘逸勢合稱平安時代三筆，著名作品為風信帖。入唐八家之一。

- 慈覺大師圓仁：平安時代僧侶（794年- 864年）。為日本天台宗第3代座主，諡號為慈覺大師，入唐八家之一。
- 智證大師圓珍：平安時代僧侶（814年- 891年）。為日本天台宗祖師，諡號為智證大師，入唐八家之一。

### 住於比叡山而受「大師」名號
- 傳教大師最澄

- 慈覺大師圓仁

- 智證大師圓珍

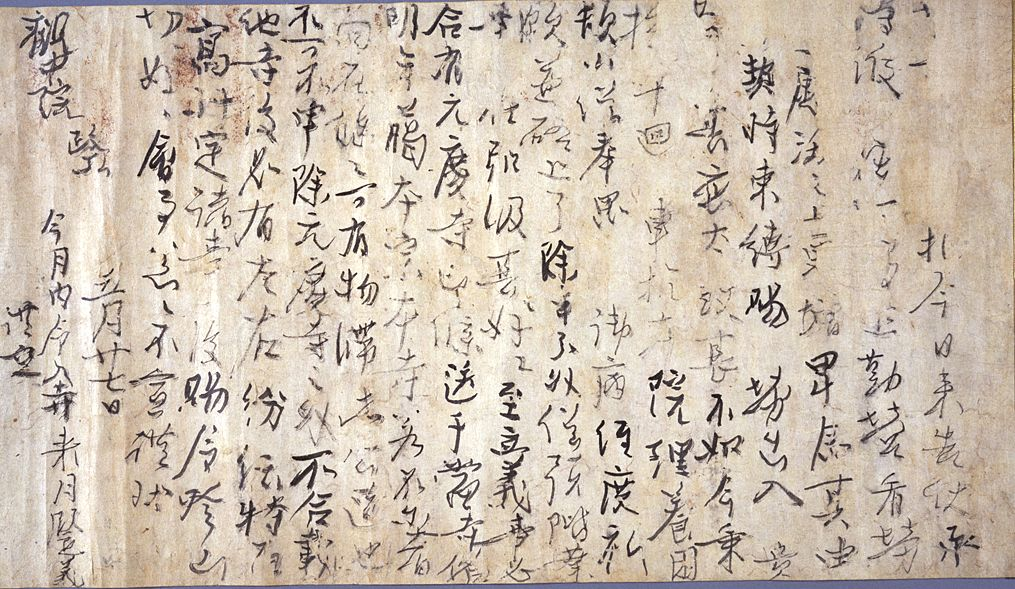
円珍自筆書状（東京國立博物館藏）

- 慈慧大師良源：平安時代僧侶（912年- 985年）。日本天台宗第18代座主，被稱為元三大師，曾中興了比叡山延曆寺。

## 外部連結
- 張家提. . 禪林新聞.   [2018-09-09].[永久]
- 慈怡法師主編. . 佛光大辭典. 佛光山.
- 釋聖嚴.  法鼓全集數位隨身版. 法鼓山. : 57-63.
- 末木文美士. .   [2018-09-09]. （原始内容存档于2018-09-09）.
- 李如明. . 檀施文庫1999.   [2018-09-09]. （原始内容存档于2018-09-09）.
- 任繼愈. .   [2018-09-09]. （原始内容存档于2018-09-09）.